# ジャン＝シャルル・ペルティエ
ジャン＝シャルル＝アタナーズ・ペルティエ（仏: Jean-Charles-Athanase Peltier フランス語発音: [ʒɑ̃ ʃaʁl atanaz pɛltje]、1785年2月22日-1845年10月27日）は、フランスの物理学者。ペルティエ効果の発見により知られている。姓はペルチエ、ペルチェと表記されることもある。
1785年2月22日、フランスのソンム県のコミューンであるアンで生まれた。
時計職人であったペルティエは、30歳で引退し、科学研究に専念するようになった。1834年に、異なる金属を接合した部分に電圧をかけて電流を流すと熱の吸収や放出を生じることを発見した。これは熱電効果の一種で、1821年にトーマス・ゼーベックが発見したゼーベック効果の逆の効果であり、彼の名にちなんでペルティエ効果と呼ばれている。
その他大気電気、水柱、高地での沸点に関する多数の論文を執筆した。
1845年10月27日、パリで没した。